# ادبیات آذربایجانی

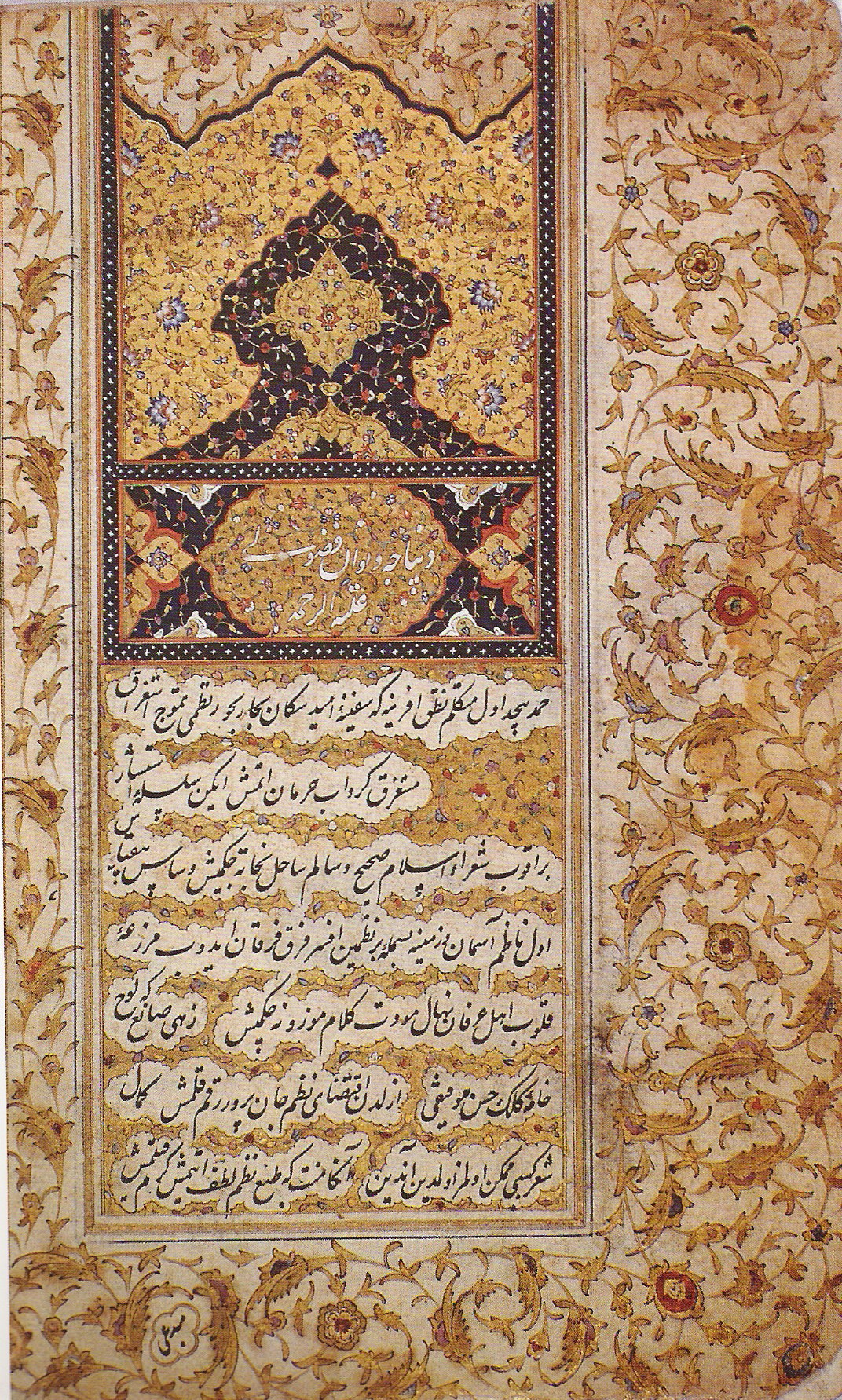
صفحه‌ای از دیباچهٔ دیوان اشعار فضولی به زبان ترکی آذربایجانی

ادبیات آذربایجانی به ادبیات مردمان آذربایجانی در ایران و جمهوری آذربایجان گفته می‌شود. زبان ترکی آذربایجانی از شاخه اغوز زبان‌های ترکی می‌باشد.

## عصر کلاسیک

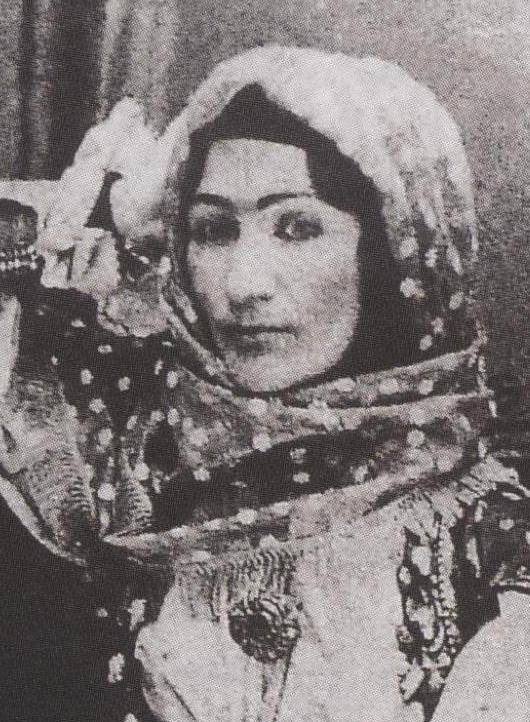
خورشید بانو ناتوان، شاعر آذربایجانی قرن ۱۹

اولین شکل شناخته شده در ادبیات آذربایجانی مربوط به شیخ عزالدین پورحسن اسفراینی که یک دیوان شامل غزل فارسی و ترکی آذربایجانی سروده‌بود. غزل‌های ترکی آذربایجانی خود را تحت نام حسن‌اوغلو ثبت کرده‌است.
در قرن چهاردهم میلادی آذربایجان، قفقاز و بخش‌های غربی ایران تحت سلطه حکومت‌های قره قویونلو و آق قویونلو بود. در دوران این حکومت‌ها شاعرانی مانند قاضی برهان‌الدین، حبیبی و جهانشاه قراقویونلو با تخلص حقیقی زندگی می‌کردند؛ که نخستین آثار ترکی آذربایجانی را در آن دوران از خود به جا گذاشته‌اند. اواخر قرن چهاردهم، زمان ظهور یکی از بزرگ‌ترین شعرای آذربایجانی، عمادالدین نسیمی بود؛ دیوان اشعار وی از بزرگ‌ترین دیوان شعرهای زبان‌های ترکی به‌شمار می‌رود. آموزه‌های صوفی و عرفانی حروفیه از اواخر قرن ۱۴اُم تا اوایل قرن ۱۵اُم میلادی رواج داشت عمادالدین نسیمی یکی از برجسته‌ترین استادان دیوان ادبیات در تاریخ ادبی زبان‌های ترکیتبار بوده‌است. وی به زبان فارسی و عربی نیز آثاری داشته‌است. پس از معرفی سبک دیوان ادبیات و غزل، عمادالدین نسیمی در قرن ۱۵اُم، شاعران مشهور آذربایجانی چون شاه اسماعیل خطایی، قاسم انوار و محمد فضولی ادبیات آذربایجانی را گسترش دادند.
کتاب دده قورقود نیز نام یکی از قدیمی‌ترین داستانهای اسطوره‌ای ترک‌های اغوز است که در حدود قرن شانزده میلادی به صورت مکتوب درآمده‌است. این مجموعه از ۱۲ داستان به نثر و نظم تشکیل شده و مجموعه پر ارزشی است که زندگی، ارزشهای اجتماعی و باورهای ایل‌های ترکی را نشان می‌دهد. قدمت داستانها مربوط به قرنهای چهاردهم و پانزدهم میلادی می‌باشد
شاعر قرن ۱۶اُم آذربایجانی، محمد فضولی غزلهای فلسفی، تغزلی و بزمی خود را در زبان‌های ترکی آذربایجانی، عربی و فارسی می‌سرود. وی با بهره‌گیری از سنت‌های زیبای ادبی از محیط خود، و پیروی از میراث پشتیبانش، موجب شد تا فضولی به یکی از چهره‌های برجسته ادبی جامعه ادبیات آذربایجانی تبدیل شود. از محمد فضولی دیوان غزل و قصیده‌ای به یادگار مانده‌است.
سبک شاعران آذربایجانی در ادامه قره ۱۶اُم به سمت عاشیقها رفت و قرن شانزدهم پس از تثبیت سیطره سلسله صفوی بر ایران قویاً توسعه یافت؛ و شاه اسماعیل یکم با تخلص خطایی و بعد با پیدایش «سبک گوشما» فرزند شاه اسماعیل، شاه تهماسب و بعدتر شاه عباس دوم نیز در گسترش ادبیات آذربایجانی کوشید.قوسی تبریزی از شاعران مشهور آذربایجانی‌زبان دو نسخه از دیوان ترکی آذربایجانی از وی به جا مانده‌است و صائب تبریزی شاعر تبریزی‌تبار اهل اصفهان نیز از معروف‌ترین شاعران عصر کلاسیک می‌باشند که هفده غزل به زبان ترکی آذربایجانی سروده‌است.

## عصر مدرن
دوران عصر مدرن ادبیات آذربایجانی مصادف بود با اواخر حکمرانی سلسله صفویه بر ایران که آن زمان موجب پیشرفت ادبیات در دوران کلاسیک شده‌بود؛ که پس از آن ملا پناه واقف و خسته قاسم از آخرین شاعران مشهور عهد صفویان به‌شمار می‌رفت. در دوران زندیه با حدود ۳۴ سال و افشاریان با بیش از ۶۰ سال حکمرانی، که حکومت هر دو دودمان به بیش از صد سال نینجامید، ادبیات آذربایجانی از رونق دوران صفویان برخوردار نبود و شاید بتوان از میان شاعران، نویسندگان، مترجمان، نمایش‌نامه‌نویسان تیلیم خان، حیران خانم، زین‌العابدین شیروانی، فاضل‌خان شیدا، عبدالرزاق دنبلی، جعفرقلی آقا جوانشیر و میرزا شفیع واضح تبریزی را از نامی‌ترین هنرمندان آن عصر قلمداد کرد.
با آغاز قدرت و حکمرانی قاجارها بر ایران ادبیات آذربایجانی رونق گرفت در آن دوران علاوه بر آذربایجان و دیگر نقاط ترک‌نشین ایران، تا قبل از انعقاد قراردادهای ترکمنچای و عهدنامه گلستان آران و کل قفقاز نیز در ضمیمه خاک ایران قرار داشت که شاعران، هنرمندان، نویسندگان، نمایش‌نامه‌نویسان، طنزپردازان، مترجمان بسیاری از آن خطه بلند شدند که می‌توان به خورشیدبانو ناتوان، میرزا فتحعلی آخوندزاده، سید عظیم شیروانی، میرزا علی اکبر صابر، جلیل محمدقلی‌زاده، نریمان نریمانف، یوسف وزیر چمن‌زمینلی، عاشیق علی‌عسگر، عباس صحت، محمد سعید اردوبادی، مهدی حسین، میکائیل مشفق، صمد وورغون، ثمین باغچه‌بان، جبار باغچه‌بان، سید محمدحسین شهریار، علی آقا واحد، نگار رفیع‌بیگلی، میرزا ابراهیموف، رسول رضا، جعفر خندان، نبی خزری، محمدباقر خلخالی، میرحمزه سیدنگاری، ابراهیم ذکری اردبیلی، بالوولو میسکین، عاشیق پری، احمد جواد، امیرخسرو دارایی، بهار شروانی، بهشتی تبریزی،
بیضای اردبیلی، ثابت رحمان، حبیب ساهر، حسین بوزالقانلی، سید باقر حری، عباسقلی یحیوی، علی فطرت، علی نظمی، علی‌اکبر پاکزاد، غازی بوزقورت، معجز شبستری، میرجلال پاشایف، یوسف کلانتری، رضا بهاری، میرزا احمد پرغم تبریزی و… می‌توان اشاره کرد.

## عصر معاصر

کتاب المقتل به نثر نگاشته شده‌است

عصر معاصر ادبیات آذربایجانی از اوج و فروغی که در دوران قاجار داشت، برخوردار نبود. تسلط حکومت کمونیستی و عدم توجه به زبان ترکی آذربایجانی از سوی شوروی و جایگزین‌سازی خط سیریلیک و زبان روسی به عنوان زبان نخست ادبی در جمهوری سوسیالیستی آذربایجان شوروی. در دوره دودمان پهلوی (۱۳۰۵–۱۳۵۷) با وجود ممنوعیت تدریس ترکی آذربایجانی در مدارس و دانشگاه‌ها چاپ کتب و نشریات به زبان ترکی آذربایجانی انجام می‌گرفت. با فروپاشی شوروی و تشکیل دولت مستقل جمهوری آذربایجان در دو دهه گذشته ادبیات آذربایجانی در جمهوری آذربایجان گسترش فراوانی یافته و توجه بسیاری بدان شده‌ است. در ایران نیز بعد از انقلاب اسلامی، آموزش ترکی آذربایجانی ماندد بقیه زبانهای اقوام ممنوع بوده ولی آموزش در دانشگاه‌ها در حال افزایش است. مجوز چاپ و نشر به زبان ترکی آذربایجانی داده می‌شود.
با این حال به هنرمندانی در نیم قرن اخیر در زمینه شعر، نویسندگی، نمایش‌نامه‌نویسی و… نظیر سیّد محمّدحسین بهجت تبریزی (شهریار)، بولود قاراچورلو، صمد بهرنگی، قابل امام‌وردیف، نریمان حسن‌زاده، رستم ابراهیم‌بیگ‌اف، دده کاتیب، دخیل مراغه‌ای، رافق تقی، رامیز روشن، رحیم منزوی اردبیلی، سعید سلماسی، عارف اردبیلی، علی تبریزلی، کریمی مراغه‌ای، هاشم طرلان، نصرت کسمنلی، یحیی شیدا، یدالله مفتون امینی، ناصر منظوری، اسماعیل شخلی، علی ناظم، مرتضی شمس، رحیم رازقی وند، یحیی رحیمی و… را می‌توان اشاره کرد.